# Forever Young (Alphaville-album)
A Forever Young a német Alphaville szintipop- és rockegyüttes 1984. szeptember 27-én megjelent, első stúdióalbuma volt, mely közel 2 000 000 példányban kelt el. Producerei Andreas Budde, Wolfgang Loos és Colin Pearson voltak. A kritikusok szerint az együttes legjobb albuma.

## Az album dalai
- Az összes számot az Alphaville írta.

|     | Cím                  | Hossz |
| --- | -------------------- | ----- |
| 1.  | A Victory of Love    | 4:14  |
| 2.  | Summer in Berlin     | 4:42  |
| 3.  | Big in Japan         | 4:43  |
| 4.  | To Germany with Love | 4:15  |
| 5.  | Fallen Angel         | 3:55  |
| 6.  | Forever Young        | 3:45  |
| 7.  | In the Mood          | 4:29  |
| 8.  | Sounds Like a Melody | 4:42  |
| 9.  | Lies                 | 3:32  |
| 10. | The Jet Set          | 4:52  |

## Közreműködők
| Alphaville - Marian Gold (Hartwig Schierbaum) – vokál - Bernhard Lloyd (Bernhard Gößling) – billentyűsök - Frank Mertens – billentyűsök | További zenészek - Ken Taylor – basszus - Curt Cress – dobok, ütősök - Wednesday, Gulfstream, The Rosie Singers, The Claudias: háttérvokál |  |

## Helyezések és eladások
| Ország                          | Helyezés |
| ------------------------------- | -------- |
| Egyesült Államok, Billboard 200 | 180      |
| Német albumlista                | 3        |
| Norvég albumlista               | 1        |
| Olasz albumlista                | 20       |
| Osztrák albumlista              | 16       |
| Svájci albumlista               | 4        |
| Svéd albumlista                 | 1        |

| Ország                   | Eladási minősítés | Eladás     |
| ------------------------ | ----------------- | ---------- |
| Franciaország (SNEP)     | arany             | 100 000+   |
| Németország (BVMI)       | 3× arany          | 1 500 000+ |
| Norvégia (IFPI Norvégia) | arany             | 25 000+    |
| Svájc (IFPI Svájc)       | arany             | 25 000+    |
| Svédország (GLF)         | platinum          | 100 000+   |
| Dél-Afrika (RISA)        | arany             | 25 000+    |

## Fordítás
- Ez a szócikk részben vagy egészben  a   Forever Young (Alphaville album) című angol Wikipédia-szócikk ezen változatának fordításán alapul.  Az eredeti cikk szerkesztőit annak laptörténete sorolja fel. Ez a jelzés csupán a megfogalmazás eredetét és a szerzői jogokat jelzi, nem szolgál a cikkben szereplő információk forrásmegjelöléseként.